# Oxylobium ellipticum
Oxylobium ellipticum är en ärtväxtart som först beskrevs av Étienne Pierre Ventenat, och fick sitt nu gällande namn av Robert Brown. Oxylobium ellipticum ingår i släktet Oxylobium och familjen ärtväxter. Inga underarter finns listade i Catalogue of Life.